# عملية ذرية
العملية الذرية أو الموحدة (بالإنجليزية: Atomic operation) (بالإغريقية: άτομο átomo أي غير قابل للقسمة)  هو مفهوم في الحوسبة المتوازية يعني أن العملية ككل لا يمكن تقسيمها أو مقاطعتها أي أنه يمكن التعامل معها كوحدة واحدة من قبل بقية النظام.
كون العملية ذرية يعطي ضمانات قوية لباقي البرنامج بأن العملية ككل ليس لها إلا ناتجين محتملين إما النجاح وإما الفشل. في حالة مقاطعتها لن يؤدي ذلك إلى وصول البرنامج لحالة شاذة. أي أن المقصود بموحد ليس أنها ليست عرضة للتقسيم ولكن أن سير العملية لن يتأثر بحدوث تقسيم لها من عدمه. وبالتالي لا يكون المبرمج مضطرا إلى تحليل سلوك أجزاء العملية في حالة المقاطعة.
تعتبر الأوامر الموجهة للمعالج عمليات ذرية. في حالة احتياج البرنامج لعملية ذرية تشمل عدة أوامر متتالية يتم استخدام مفهوم استبعاد التشارك سواء على مستوى المعالج أو على مستوى البرمجية.